# Fußball-Weltmeisterschaft 2014/Elfenbeinküste
Dieser Artikel behandelt die Fußballnationalmannschaft der Elfenbeinküste bei der Fußball-Weltmeisterschaft 2014. Die Elfenbeinküste nahm zum dritten Mal an der Endrunde und zum ersten Mal an einer Endrunde in Südamerika teil. Bisher wurde nie die Vorrunde überstanden.

## Qualifikation
Die Elfenbeinküste qualifizierte sich über die CAF-Qualifikation. In der Gruppenphase der 2. Runde traf die Mannschaft auf Marokko, Tansania und Gambia. Alle Heimspiele wurden im Stade Félix Houphouët-Boigny, dem größten Stadion des Landes in der ehemaligen Hauptstadt Abidjan ausgetragen. Die Elfenbeinküste setzte sich souverän als Gruppensieger durch und war bereits am vorletzten Spieltag für die Playoff-Spiele der Gruppensieger qualifiziert. In jedem Spiel wurde mindestens ein Tor geschossen. Im ersten Playoffspiel gegen den Senegal wurde ein 3:1 vorgelegt und durch das Remis im Rückspiel qualifizierte sich die Elfenbeinküste als zweite afrikanische Mannschaft für die WM-Endrunde.

### Gruppenphase
| Pl. | Team           | Sp. | S | U | N | Tore    | Diff. | Punkte |
| --- | -------------- | --- | - | - | - | ------- | ----- | ------ |
| 1.  | Elfenbeinküste | 6   | 4 | 2 | 0 | 015:500 | +10   | 14     |
| 2.  | Marokko        | 6   | 2 | 3 | 1 | 009:800 | +1    | 09     |
| 3.  | Tansania       | 6   | 2 | 0 | 4 | 008:120 | −4    | 06     |
| 4.  | Gambia         | 6   | 1 | 1 | 4 | 004:110 | −7    | 04     |

Spielergebnisse
| Datum      | Ort              | Heimmannschaft | - | Gast           | Ergebnis  | Torschützen für die Elfenbeinküste                    |
| ---------- | ---------------- | -------------- | - | -------------- | --------- | ----------------------------------------------------- |
| 02.06.2012 | Abidjan          | Elfenbeinküste | – | Tansania       | 2:0 (1:0) | Kalou (10.), Drogba (71.)                             |
| 09.06.2012 | Marrakesch (MAR) | Marokko        | – | Elfenbeinküste | 2:2 (1:1) | Kalou (8.), K. Touré (60.)                            |
| 23.03.2013 | Abidjan          | Elfenbeinküste | – | Gambia         | 3:0 (0:0) | Bony (51./ Elfm.), Y. Touré (57.), Kalou (70.)        |
| 08.06.2013 | Bakau (GMB)      | Gambia         | – | Elfenbeinküste | 0:3 (0:1) | Traoré (12.), Bony (61.), Y. Touré (89.)              |
| 16.06.2013 | Daressalam (TZA) | Tansania       | – | Elfenbeinküste | 2:4 (2:3) | Traoré (13.), Y. Touré (23., 43./Elfm.), Bony (90.+3) |
| 07.09.2013 | Abidjan          | Elfenbeinküste | – | Marokko        | 1:1 (0:0) | Drogba (83./Elfm.)                                    |

### Playoff-Spiele
Spielergebnisse
| Datum      | Ort     | Heimmannschaft | - | Gast           | Ergebnis   | Torschützen für die Elfenbeinküste            |
| ---------- | ------- | -------------- | - | -------------- | ---------- | --------------------------------------------- |
| 13.10.2013 | Abidjan | Elfenbeinküste | – | Senegal        | 3:1 (2:0)  | Drogba (3./Elfm.), Sané (14./ET), Kalou (49.) |
| 17.11.2013 | Yaoundé | Senegal        | – | Elfenbeinküste | 1:1 (0:0)) | Kalou (90.+4)                                 |

Insgesamt wurden von Sabri Lamouchi, der im Mai 2012 Trainer der Elfenbeinküste wurde, in den acht Spielen 30 Spieler eingesetzt. Nur Torhüter Boubacar Barry kam in allen Spielen zum Einsatz. Bester Torschütze war Salomon Kalou mit fünf Toren, wodurch er mit vier anderen Spielern viertbester afrikanischer Torschütze war. Fünf weitere Spieler steuerten die restlichen Tore bei. Hinzu kam ein Eigentor.

## Vorbereitung
Testspiele
- 05. März in Brüssel erstmals gegen Belgien 2:2 (Torschützen für die Elfenbeinküste: Drogba/74. und Gradel/90.)
- 30. Mai in St. Louis erstmals gegen Bosnien und Herzegowina 1:2 (Torschütze für die Elfenbeinküste: Drogba/90.)
- 04. Juni in Frisco erstmals gegen El Salvador 2:1 (Torschützen für die Elfenbeinküste: Gervinho/9. und Drogba/42.)

## Kader
Eine vorläufige Spielerliste mit 30 Spielern musste bis zum 13. Mai 2014 bei der FIFA eingereicht werden. Die definitive Liste mit 23 Spielern musste bis spätestens zum 2. Juni 2014 bei der FIFA eingehen.
Der vorläufige Kader für die WM wurde am 13. Mai benannt. 14 Spieler standen bereits im Kader bei der letzten WM, davon sieben, die bereits 2006 dabei waren. Mit Rekordnationalspieler Didier Zokora und Rekordtorschütze Didier Drogba waren beide Rekordhalter im Kader.
| Nr.         | Name                   | Verein 1              | Länderspiel- einsätze 2 | Länderspiel- tore 2 | Geburtsdatum      | Spiele | Tore | Gelbe Karten | Gelb-Rote Karten | Rote Karten | WM-Teilnahmen | WM-Spiele (vor 2014) | WM-Tore (vor 2014) |
| Tor         | Tor                    | Tor                   | Tor                     | Tor                 | Tor               | Tor    | Tor  | Tor          | Tor              | Tor         | Tor           | Tor                  | Tor                |
| ----------- | ---------------------- | --------------------- | ----------------------- | ------------------- | ----------------- | ------ | ---- | ------------ | ---------------- | ----------- | ------------- | -------------------- | ------------------ |
| 01          | Boubacar Barry         | Sporting LokerenP     | 077                     | 000                 | 30. Dezember 1979 | 3      | 0    | 0            | 0                | 0           | 2006, 2010    | 4                    | 0                  |
| 16          | Sylvain Gbohouo        | Séwé Sport            | 002                     | 000                 | 29. Oktober 1988  | 0      | 0    | 0            | 0                | 0           |               |                      |                    |
| 23          | Sayouba Mandé          | Stabæk Fotball        | 001                     | 000                 | 15. Juni 1993     | 0      | 0    | 0            | 0                | 0           |               |                      |                    |
| Abwehr      |                        |                       |                         |                     |                   |        |      |              |                  |             |               |                      |                    |
| 17          | Serge Aurier           | FC Toulouse           | 008                     | 0                   | 24. Dezember 1992 | 3      | 0    | 0            | 0                | 0           |               |                      |                    |
| 22          | Souleymane Bamba       | Trabzonspor           | 043                     | 02                  | 13. Januar 1985   | 3      | 0    | 0            | 0                | 0           | 2010          | 0                    | 0                  |
| 03          | Arthur Boka            | VfB Stuttgart         | 078                     | 1                   | 2. April 1983     | 3      | 0    | 0            | 0                | 0           | 2006, 2010    | 4                    | 0                  |
| 02          | Diarrassouba Viera     | Çaykur Rizespor       | 01                      | 0                   | 21. Dezember 1986 | 0      | 0    | 0            | 0                | 0           |               |                      |                    |
| 18          | Constant Djakpa        | Eintracht Frankfurt   | 05                      | 0                   | 17. Oktober 1986  | 1      | 0    | 0            | 0                | 0           |               |                      |                    |
| 04          | Kolo Touré             | FC Liverpool          | 107                     | 06                  | 19. März 1981     | 1      | 0    | 0            | 0                | 0           | 2006, 2010    | 5                    | 0                  |
| 05          | Didier Zokora          | Trabzonspor           | 119                     | 1                   | 14. Dezember 1980 | 2      | 0    | 2            | 0                | 0           | 2006, 2010    | 6                    | 0                  |
| Mittelfeld  |                        |                       |                         |                     |                   |        |      |              |                  |             |               |                      |                    |
| 07          | Jean-Daniel Akpa-Akpro | FC Toulouse           | 001                     | 000                 | 11. Oktober 1992  | 0      | 0    | 0            | 0                | 0           |               |                      |                    |
| 06          | Mathis Bolly           | Fortuna Düsseldorf*   | 004                     | 000                 | 14. November 1990 | 1      | 0    | 0            | 0                | 0           |               |                      |                    |
| 14          | Ismaël Diomandé        | AS Saint-Étienne      | 02                      | 0                   | 28. August 1992   | 1      | 0    | 0            | 0                | 0           |               |                      |                    |
| 15          | Max Gradel             | AS Saint-Étienne      | 026                     | 03                  | 30. November 1987 | 1      | 0    | 0            | 0                | 0           |               |                      |                    |
| 20          | Serey Die              | FC BaselM             | 07                      | 0                   | 7. November 1984  | 3      | 0    | 2            | 0                | 0           |               |                      |                    |
| 09          | Cheik Tioté            | Newcastle United      | 043                     | 01                  | 21. Juni 1986     | 3      | 0    | 1            | 0                | 0           | 2010          | 3                    | 0                  |
| 19          | Yaya Touré             | Manchester CityM      | 082                     | 16                  | 13. Mai 1983      | 3      | 0    | 0            | 0                | 0           | 2006, 2010    | 6                    | 0                  |
| Angriff     |                        |                       |                         |                     |                   |        |      |              |                  |             |               |                      |                    |
| 12          | Wilfried Bony          | Swansea City**        | 024                     | 08                  | 10. Dezember 1988 | 3      | 2    | 0            | 0                | 0           |               |                      |                    |
| 11          | Didier Drogba          | Galatasaray IstanbulP | 101                     | 65                  | 11. März 1978     | 3      | 0    | 1            | 0                | 0           | 2006, 2010    | 5                    | 2                  |
| 10          | Gervinho               | AS Rom                | 053                     | 14                  | 27. Mai 1987      | 3      | 2    | 0            | 0                | 0           | 2010          | 3                    | 0                  |
| 08          | Salomon Kalou          | OSC Lille             | 067                     | 22                  | 5. August 1985    | 3      | 0    | 1            | 0                | 0           | 2010          | 3                    | 1                  |
| 21          | Giovanni Sio           | FC BaselM             | 07                      | 0                   | 31. März 1989     | 1      | 0    | 0            | 0                | 0           |               |                      |                    |
| 13          | Didier Ya Konan        | Hannover 96           | 025                     | 07                  | 22. Mai 1984      | 1      | 0    | 0            | 0                | 0           |               |                      |                    |
| Trainerstab |                        |                       |                         |                     |                   |        |      |              |                  |             |               |                      |                    |
|             | Sabri Lamouchi         | Trainer               | 9. November 1971        | 12 3                | 1 3               |        |      |              |                  |             |               |                      |                    |

## Endrunde

### Gruppenphase
Bei den bisherigen zwei Teilnahmen war die Elfenbeinküste jeweils einer sogenannten „Todesgruppe“ zugelost worden (2006 Argentinien, Niederlande, Serbien und Montenegro, 2010 Brasilien und Portugal) und schied dabei jedes Mal nach der Vorrunde aus. Bei der am 6. Dezember 2013 vorgenommenen Auslosung der Endrunde wurde die Elfenbeinküste der leicht anmutenden Gruppe C mit Kolumbien (Gruppenkopf), Griechenland und Japan zugelost. Gegen Kolumbien und Griechenland hatte die Elfenbeinküste vor der WM noch nie gespielt. Gegen Japan gab es zuvor drei Freundschaftsspiele mit einem Sieg und zwei Niederlagen. Die Elfenbeinküste hatte zuvor noch nie in Südamerika gespielt.
Mannschaftsquartier war das Oscar Inn Eco Resort in Águas de Lindóia.
| Rang | Land           | Tore | Punkte |
| ---- | -------------- | ---- | ------ |
| 1    | Kolumbien      | 9:2  | 9      |
| 2    | Griechenland   | 2:4  | 4      |
| 3    | Elfenbeinküste | 4:5  | 3      |
| 4    | Japan          | 2:6  | 1      |

- Sa., 14. Juni 2014, 22:00 (03:00 Uhr MESZ) in Recife
 Elfenbeinküste –  Japan 2:1 (0:1)
- Do., 19. Juni 2014, 13:00 Uhr (18:00 Uhr MESZ) in Brasília
 Kolumbien –  Elfenbeinküste 2:1 (0:0)
- Di., 24. Juni 2014, 17:00 Uhr (22:00 Uhr MESZ) in Fortaleza
 Griechenland –  Elfenbeinküste 2:1 (1:0)

## Sportliche Auswirkungen
In der FIFA-Weltrangliste fiel die Elfenbeinküste um zwei Plätze von Platz 23 auf Platz 25, war aber weiterhin zweitbeste afrikanische Mannschaft.

## Rücktritte
- Sabri Lamouchi trat nach dem Vorrundenaus als Nationaltrainer zurück. Nachfolger wurde sein Landsmann Hervé Renard.[5]
- Am 8. August 2014 erklärte der 36-jährige Didier Drogba seinen Rücktritt aus der Nationalmannschaft.[6] Auch Rekordnationalspieler Zokora kam nach der WM zu keinen weiteren Einsätzen.[7]